# NGC 3533
NGC 3533 é uma galáxia espiral (Sab) localizada na direcção da constelação de Centaurus. Possui uma declinação de -37° 10' 23" e uma ascensão recta de 11 horas, 07 minutos e 07,5 segundos.
A galáxia NGC 3533 foi descoberta em 22 de Abril de 1835 por John Herschel.